# Arthur Peel (2e comte Peel)
Arthur William Ashton Peel, 2e comte Peel (29 mai 1901-22 septembre 1969), titré vicomte Clanfield de 1929 à 1937, est un pair britannique.

## Biographie
Il est le fils de William Peel (1er comte Peel), et d'Eleanor "Ella" Williamson, fille de James Williamson (1er baron Ashton). Il est un arrière-petit-fils du premier ministre Robert Peel. Il est connu sous le titre de courtoisie vicomte Clanfield lorsque son père est élevé au rang de comte en 1929. En 1937, il succède à son père. Il hérite du titre de baronnet de la famille en 1942 à la mort de son cousin le 6e baronnet. En 1948, il est nommé Lord Lieutenant du Lancashire, poste qu'il occupe jusqu'en 1951.
Lord Peel épouse Kathleen McGrath, fille de Michael McGrath, le 11 mars 1946. Ils ont deux fils. Il est décédé en septembre 1969, à l'âge de 68 ans, et son fils aîné, William Peel (3e comte Peel), lui succède.